# 鮑玉白珠比咩命神社
鮑玉白珠比咩命神社（あわびたましらたまひめみことじんじゃ）は、静岡県沼津市西浦木負（にしうら きしょう）にある神社。

## 概要
西浦の木負（きしょう）地区の北西、木負堤防が伸びる赤崎の岬の高台に鎮座している。
創建は不詳だが、同名の式内社である鮑玉白珠比咩命神社（あわびたましらたまひめ(の)みことじんじゃ）に比定され、『伊豆国神階帳』にも「従四位上 宮玉の明神」と記されている古社である。
明治40年（1907年）に村社に列する。

## 祭神
- 鮑玉白珠比咩命（あわびたま しらたまひめみこと）